# Фотообои
Фотообо́и — обои с нанесённым на них изображением. Состоят из частей (количество частей зависит от размера). Изображение наносится при помощи широкоформатных принтеров (плоттер) или офсетной печати. При печати на широкоформатных принтерах используются различные чернила: Сольвент, Экосольвент, Латекс, УФ. Все виды имеют свои преимущества. Критерии, по которым они могут расходиться: стойкость чернил на материале, яркость цветов и, самое главное, экологичность. Фотообои являются одним из видов цифровых обоев.

## Функции фотообоев
Фотообои являются основным способом расширить визуально пространство в узких и маленьких помещениях, так же очень хорошо создают настроение и уют в доме. Помогают подчеркнуть дизайн интерьера так как фотообои могут быть с абсолютно любыми изображениями. Помогут создать псевдо окно на стене с видом на природу или город. Подходят для оформления коммерческих объектов таких как ресторан, бар, офис и сделанные в различных стилях.

## Виды фотообоев
- Бумажные фотообои (готовые) — Их преимущества только в одном, это низкая цена. Для их изготовления используется заводские масштабы, при этом используется низкокачественная офсетная печать и тонкая бумага. Постоянная проблема это не состыковка частей. Подходят только для кратковременного использования!

- Виниловые фотообои (готовые) — Данные фотообои печатаются на плотном виниловым материале с различными фактурами (песок, иней, холст, штукатурка, живопись, венецианская и т. д.), на широкоформатных принтерах с высоким разрешением. Единственных их недостаток это готовый размер.
- Флизелиновые фотообои (готовые) — Очень редкие, данные фотообои печатаются на плотном флизеновом материале с различными фактурами (песок, иней, холст, штукатурка, живопись, венецианская и т. д.), на широкоформатных принтерах с высоким разрешением. Единственный их недостаток — это готовый размер.
- Бумажные фотообои (на заказ) - Печатаются под заказ на нужный вам размер. Бумажная основа довольно не долговечная и тяжела в поклейке. В отличие от готовых делается качественная подгонка частей, друг под друга. Так же бывают различные фактуры для материала.

- Виниловые фотообои (на заказ) — Печатаются под заказ на нужный вам размер. Виниловая основа с различными фактурами (песок, иней, холст, штукатурка, живопись, венецианская и т. д.) плотная и долговечная. В отличие от готовых делается качественная подгонка частей, друг под друга.
- Флизелиновые фотообои (на заказ) — Печатаются под заказ на нужный вам размер. Флизелиновая основа с различными фактурами (песок, иней, холст, штукатурка, живопись, венецианская и т. д.) плотная и долговечная. В отличие от готовых делается качественная подгонка частей, друг под друга.
- Ламинация — Это дополнительная функция, фотообои покрываются матовой или глянцевой плёнкой для дополнительной защиты.
- Лак — Покрываются фотообои для дополнительной защиты краски.